# Акула-янгол австралійська
Акула-янгол австралійська (Squatina australis) — акула з роду акула-ангел родини акулоангелові. Інші назви «південний морський янгол», «південний морський чорт».

## Опис
Загальна довжина досягає 1,52 см при вазі 15 кг, зазвичай — 1-1,15 м. Голова масивна, широка. Морда затуплена. Очі невеличкі, округлі. За ними розташовані бризкальця. Відстань від очей до бризкалець у 1,5 рази більша за діаметр ока. Біля ніздрів є бахромисті вирости. З боків голови є шкіряні складки. Тулуб стиснутий. Шипи на спині маленькі або зовсім відсутні. Грудні плавці великі, що не повністю приєднані до голови. Має 2 спинних плавця однакового розміру. Вони розміщені близько один від одного, позаду черевних плавців, у хвостовій частині. Черевні плавці великі. Анальний плавець відсутній. Хвостовий плавець невеличкий, широкий.
Забарвлення спини коливається від сірого до коричневого з численними світлими плямочками. Черево має білий колір.

## Спосіб життя
Тримається на глибинах до 255 м (зазвичай до 130 м), на континентальному шельфі та континентальному схилі. Воліє до кам'янистих, скелястих, рифових ділянок дна з піщаних або піщано-мулистим ґрунтом, що заріс водяною рослинністю. Це одинак. Активна переважно вночі. У присмерку підіймається до поверхні. Полює біля дна, є бентофагом. Живиться рибою, перш за все камбаловими і бичками, ракоподібними, молюсками, морськими зміями, морськими черв'яками.
Статева зрілість у самців настає при розмірі 90 см, самиць — 97 см. Це яйцеживородна акула. Вагітність триває близько 10 місяців. Самиця восени народжує до 20 акуленят.
Здатна нанести травми людині.

## Розповсюдження
Мешкає біля узбережжя Західної, Південної Австралії, Нового Південного Вельса, о. Тасманія.